# Eduardo Fraile
Eduardo Fraile Valles (Madrid, 4 de marzo de 1961) es un poeta y editor español.

## Datos biográficos
Eduardo Fraile nació en 1961, en Madrid. A los seis años se trasladó con su familia a Valladolid, donde residió desde entonces. Esta circunstancia se refleja en varios textos a lo largo de su obra, en los que el autor habla mucho de sus dos infancias, la madrileña y la vallisoletana, y quizás también de una tercera, la de los veranos en Castrodeza, en casa de los abuelos maternos. Estudió en el colegio La Salle de Valladolid. En 1978 abandona los estudios para dedicarse por entero a la creación literaria.

## Obra de Eduardo Fraile
Publicó su primer libro en 1982, al que tituló Ningún otoño es amar.... Posteriormente vieron la luz NOPOEMA, en 1985, con una serigrafía del pintor Julio Toquero, y Tantalalúnala, en edición de artista, en 1987. Estas dos obras  se caracterizan por los juegos con los significantes y los significados de las palabras. El libro Cálculo infinitesimal de 1992 fue publicado por la Fundación Jorge Guillén'. En 1994 apareció A Nausícaa, en la Colección Genil de Literatura de Granada.
7 finales para Philip Marlowe (1995), Cuando me saluda por la calle alguien que no caigo quién es, y si además es guapa (1996) o Naked I Wait (1997), antiy dirigida cipan la llegada de Con la posible excepción de mí mismo, en el año 2001, volumen con el que dio comienzo a las publicaciones de Ediciones Tansonville, editorial fundada por él.
Su siguiente libro de poemas fue Teoría de la luz (Difácil, 2004). 
Quién mató a Kennedy y por qué (2007) recibió el premio Fray Luis de León de la Junta de Castilla y León, y La chica de la bolsa de peces de colores (Visor, 2008), un accésit del premio Jaime Gil de Biedma. Ambas obras inician la serie “Apuntes del natural”, que continúa en Y de mí sé decir... (Tansonville, 2011), Ícaro & Co. (Libros del Aire, 2012), Retrato de la soledad (Difácil, 2013), In memoriam (Tansonville, 2014) y Perlas ensangrentadas (Tansonville, 2017), con el que cierra un ciclo de siete libros, número inspirado en En busca del tiempo perdido de Marcel Proust, autor cuyo espíritu homenajea.
Balada de las golondrinas (Pre-Textos, 2009) es una colección de poemas dedicada a sus aladas vecinas de Castrodeza.
Eduardo Fraile también ha cultivado la poesía visual y experimental. En este sentido, ha mostrado en diversas exposiciones y revistas especializadas propuestas como Pleamor, pROSAS in 12 PINKturas (1991), Números (1992), De las cosas (1994), 5 poemas visuales (1995), CaÓtica (1996), Deconstrucción de la rosa (1999), Anunciación (2000), entre otras.[cita requerida]
Parte de la obra de Eduardo Fraile aparece en diversas antologías como Poesía visual española (Calambur, 2007), Cinco miradas (Universidad de León, 2009) y Sentados o de pie (Fundación Jorge Guillén, 2013). 
El poeta Francisco Pino escribió refiriéndose a su obra en el poema/prólogo del libro A Nausícaa:

Yo te he visto
llegar donde nadie ha llegado...

Ha escrito artículos en los periódicos El Norte de Castilla, Diario de Valladolid, ABC y La Razón. En internet publica regularmente textos en el blog Sobre los ángeles.
Recopiló los artículos publicados en La Razón y en su blog en el libro Me asomo a la ventana y pasa un ángel (Difácil, 2017).
Eduardo Fraile es miembro de la Academia Castellana y Leonesa de la Poesía.

## Editorial Tansonville
En 2001 Eduardo Fraile funda Ediciones Tansonville. Bajo su dirección, ha publicado obras de Arcadio Pardo, Pedro Casariego Córdoba, Máximo, Ángel Guache, J.M. Calleja, José María Parreño, Jesús Hilario Tundidor, Luis Alberto de Cuenca, Luis Ángel Lobato, Mercedes Parada Deu, Rafael Marín, José Manuel Suárez, Pilar Rubio Montaner, Gerardo Vacas o Tino Barriuso. Con ocasión del décimo aniversario de la editorial, publicó su poemario Y de mí sé decir...

## Exposiciones
En abril de 2015 inauguró en la Sala de Exposiciones del Teatro Zorrilla de Valladolid su muestra Poemas manuscritos sobre lienzo, que permaneció abierta hasta el 3 de mayo de 2015, con manuscritos sobre lienzo escritos por el propio autor. Algunas de estas obras eran inéditas y otras habían aparecido publicadas en los poemarios del autor. Parte de las obras habían sido expuestas anteriormente en espacios expositivos no convencionales, como bares o cafeterías de la ciudad de Valladolid.

## Obra publicada

### Poesía
- 1982 - Ningún otoño es amar/illo siempre
- 1985 - Nopoema (con una serigrafía de Julio Toquero), ISBN 84-398-3379-2
- 1987 - Tantalalúnala, (edición artística de Luis Ortiz Trapote)
- 1992 - Cálculo infinitesimal, Fundación Jorge Guillén. Diputación Provincial de Valladolid. ISBN 84-7852-063-5
- 1994 - A Nausicaa * Tantalalúnala, Colección Genil de Literatura. Diputación Provincial de Granada. ISBN 84-7807-099-0 - ISBN 978-84-7807-099-2
- 1995 - Cuando me saluda por la calle alguien que no caigo quién es y si además es guapa (1995), P.O.E.M.A.S. ISBN 848845121X - ISBN 978-84-88454-21-8
- 1995 - Siete finales para Philip Marlowe, Arcadia Expresión. ISBN 84-605-2879-0 - ISBN 978-84-605-2879-1
- 1987 - Naked I Wait
- 1999 - Deconstrucción de la rosa, P.O.E.M.A.S., ISBN 84-88454-39-2 - ISBN 978-84-88454-39-3
- 2001 - Con la posible excepción de mí mismo, Ediciones Tansonville, ISBN 84-607-1736-4 - ISBN 978-84-607-1736-2
- 2004 - Teoría de la luz, Difácil, ISBN 84-932586-7-9 - ISBN 978-84-932586-7-2
- 2007 - Quién mató a Kennedy y por qué. Apuntes del natural, Barrio de Maravillas, Junta de Castilla y León. Premio de Poesía Fray Luis de León. ISBN 978-84-9718-496-0  (enlace roto disponible en Internet Archive; véase el historial, la primera versión y la última).
- 2008 - La chica de la bolsa de peces de colores. Madrid: Visor, 2008. Accésit del XVIII Premio de Poesía Jaime Gil de Biedma. ISBN 978-84-9895-706-8
- 2009 - Balada de las golondrinas. Valencia: Editorial Pre-Textos, Colección "El pájaro solitario", ISBN 978-84-8181-984-4[12][13]
- 2011 - Y de mí sé decir..., (ilustraciones de África Bayón Acebes), Valladolid, Editorial Tansonville, Colección Gran Hotel de Balbec, ISBN 978-84-61-8703-5.[14]
- 2012 - Ícaro & Co., (introducción de José Manuel Suárez), Libros del Aire, Colección Jardín Cerrado, ISBN 978-84-940387-4-7, 80 págs.
- 2013 - Retrato de la soledad, Difácil Editorial, Valladolid, ISBN 978-84-92476-35-0, 70 págs.[15][16][17]
- 2014 - In memoriam (con ilustraciones de África Bayón, Bulgarcita), Ediciones Tansonville, ISBN 978-84-617-2818-3.[18][19]
- 2017 - Me asomo a la ventana y pasa un ángel, Editorial Difácil (recopilación de artículos de prensa, poemas y textos inéditos).
- 2017 - Perlas ensangrentadas (ilustraciones de África Bayón, Bulgarcita), Colección: Juliette de Saint-Loup, Editorial Tansonsville, ISBN 978-84-697-3564-0.[20][21][4]
- 2020 - Jitanjáforas (ilustraciones de Mercedes Parada Deu), Editorial Tansoville, ISBN 978-84-091-8727-0.[22][23]
- 2021 - La invención de la rueda, Ediciones Tansonville, ISBN 978-84-09-35988-2.[24][25]

### Poesía visual y experimental
La vertiente más arriesgada de su obra le sitúa en los ámbitos de la poesía visual y experimenal. En este sentido ha mostrado en diversas exposiciones y revistas especializadas numerosas propuestas, entre las que se encuentran las siguientes: 

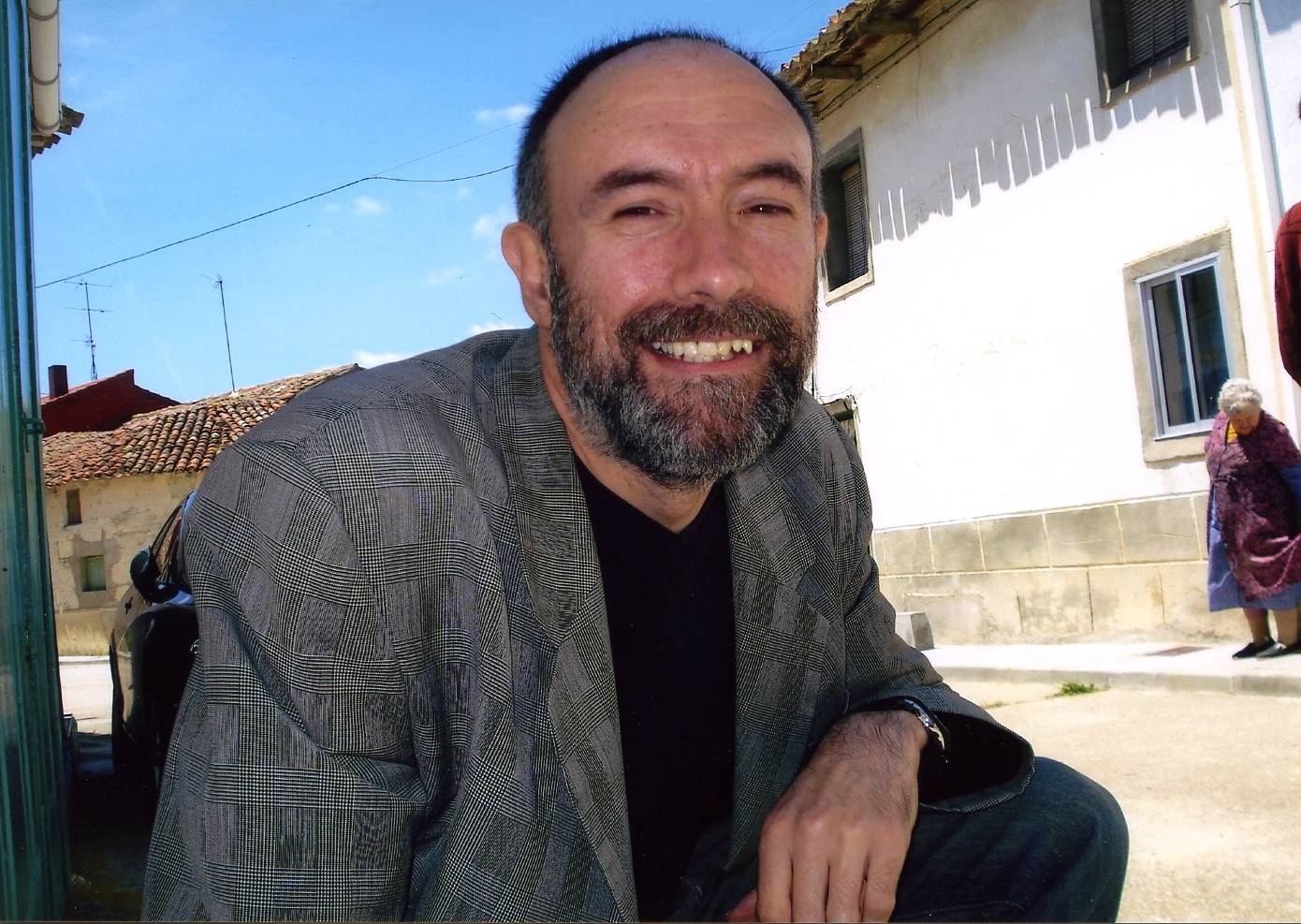
Eduardo Fraile en Castrodeza, Valladolid.

- 1991 - Pleamor, pROSAS in 12 PINKturas
- 1992 - Números
- 1995 - Sobre los ángeles (calendario). Arcadia expresión
- 1995 - 5 poemas visuales
- 1996 - Caótica
- 1996 - Así te diga la mar: días de 1996. Arcadia Expresión
- 1999 - Deconstrucción de la rosa
- 2000 - Anunciación. Arcadia Impresores
- 2007 - Poesía Visual Española. Antología incompleta (57 autores), Alfonso López Gradolí (ed.), Calambur, ISBN 978-84-8359-004-1
- 2009 - Cinco miradas. Colección plástica y palabra, Universidad de León. ISBN 978-84-9773-459-2

### Antologías poéticas
- 2007 - Poesía Visual Española. Antología incompleta (57 autores), Alfonso López Gradolí (ed.), Calambur, ISBN 978-84-8359-004-1
- 2013 - Erosionados, Origami, ISBN 978-84-941551-8-5.[26]

## Premios y honores
- 1983 - Premio "Juan de Baños" de Poesía
- 2006 - Premio Fray Luis de León de Poesía[27]
- 2008 - Accésit XVIII Premio de Poesía Jaime Gil de Biedma
- 2011 - Accésit I Premio de Poesía Experimental Francisco Pino[28]
- 2016 - El Colegio La Salle de Valladolid inaugura una Sala de conferencias con el nombre de 'Eduardo Fraile'.[29]